# Coratge

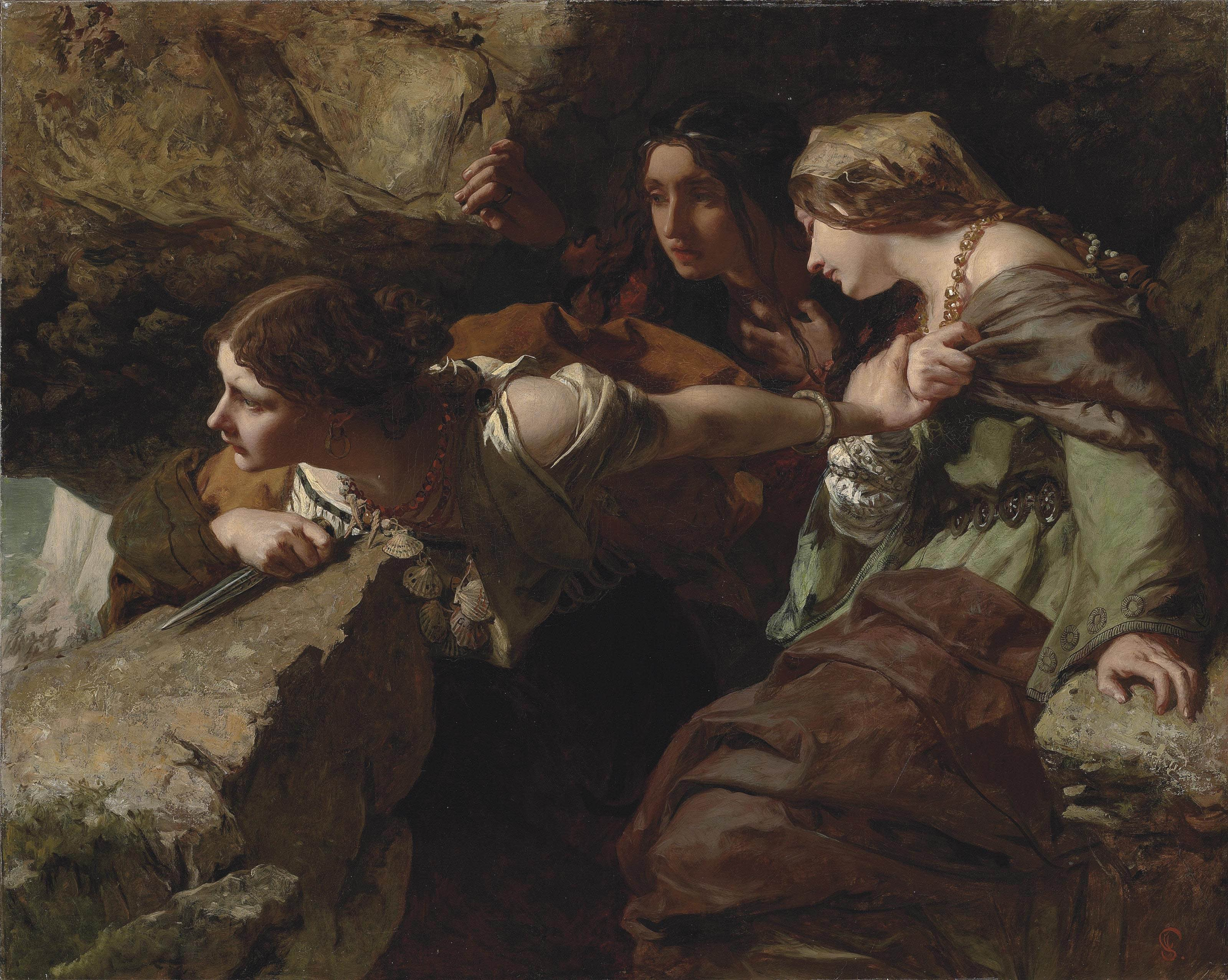
Al·legoria del coratge (Courage, Anxiety and Despair: Watching the Battle de James Sant, 1850)

El coratge és una actitud envers certes emocions i sentiments, com la por o el patiment, que s'hi enfronta per a portar a terme una acció o comportament desitjat. És un mot que prové de la paraula "cor", referint-se a fer el que dictamini metafòricament el cor, l'amor o el desig (no forçosament sexual, pot ser de justícia o d'ajuda, per exemple, però no la voluntat racional del cap), i per extensió especialment quan l'empresa presenta dificultats, que també poden ser el cansament o sentir-se perdut. Significa literalment 'actuar amb el cor'. En la majoria de civilitzacions és considerat, des de l'antiguitat, com una de les principals virtuts, indispensable per a l'heroïcitat.
En algunes cultures, cal que hi hagi por per a actuar amb coratge, cosa que el diferencia de la confiança, per exemple. Altres actituds que enfronten la por poden ser l'audàcia o la temeritat, relacionades amb la voluntat. En altres llengües i cultures, com el castellà, el concepte ha derivat a actuar de manera ferotge, significant ràbia, cosa que no ocorre en català. En català, és tenir el cor com a centre dels afectes, passions, del sentiment moral, del sentiment interior o força d'ànima. Per extensió, ha pres també el significat de la mateixa força d'ànima i de valor.
Plató considera que el coratge o força d'ànima és una de les virtuts cardinals, amb la temprança, la justícia i el seny, i l'analitza sobretot en el diàleg socràtic Laques. Al Japó, el coratge (勇) és un dels set principis del camí del guerrer, un codi ètic dels samurais basat en el budisme i el xintoisme, que el considera important només quan està al servei de la justícia. En canvi, per a altres línies de pensament del budisme, el coratge s'identifica amb la vulnerabilitat del cor, que és allò que es proposen d'explorar i engrandir.